# Tony Kay
Pour les articles homonymes, voir Kay.
Tony Kay, né le 13 mai 1937 à Sheffield (Angleterre) est un footballeur anglais, qui évoluait au poste de défenseur à Everton et en équipe d'Angleterre.
Kay a marqué un but lors de son unique sélection avec l'équipe d'Angleterre en 1963. 

## Carrière
- 1954-1962 : Sheffield Wednesday  Angleterre
- 1962-1964 : Everton  Angleterre[1]

## Palmarès

### En équipe nationale
- 1 sélection et 1 but avec l'équipe d'Angleterre en 1963.

### Avec Sheffield Wednesday
- Vice-Champion du Championnat d'Angleterre de football en 1961
- Vainqueur du Championnat d'Angleterre de football D2 en 1956 et 1959.

### Avec Everton
- Vainqueur du Championnat d'Angleterre de football en 1963